# Чуланово
Чуланово — село в Борисовском районе Белгородской области. Входит в состав Крюковского сельского поселения.

## География
Находится в юго-западной части Белгородской области, в лесостепной зоне, на берегах реки Локни, на расстоянии примерно 6 километров (по прямой) к северу от Борисовки, административного центра района. Абсолютная высота — 151 метр над уровнем моря.
Часовой пояс
Село Чуланово как и вся Белгородская область, находится в часовой зоне МСК (московское время). Смещение применяемого времени относительно UTC составляет +3:00.

## Население
| 2002 | 2010 |
| ---- | ---- |
| 286  | ↘247 |